# Вяткін Олександр Васильович
Олександр Васильович Вя́ткін (нар. 31 січня 1922, Сарапул — пом. 21 квітня 2012, Харків) — український художник і педагог; член Харківської організації Спілки радянських художників України з 1960 року. Заслужений діяч мистецтв України з 2008 року.

## Біографія
Народився 31 січня 1922 року в місті Сарапулі (нині Удмуртія, Росія). Протягом 1937—1941 років навчався в Пермському художньому училищі у М. Семченка.
Брав участь у німецько-радянській війні. Нагороджений орденами Червоної Зірки, Вітчизняної війни ІІ ступеня (6 квітня 1985). Член ВКП(б) з 1944 року.
У 1946—1952 роках навчався у Харківському художньому інституті, де його викладачами були, зокрема, Олексій Кокель, Йосип Дайц, Сергій бесєдін, Петро Котов. Дипломна робота — картина «Олександр Можайський на випробуванні свого, першого в світі, літака».
Працював у Харківському художньому інституті: у 1958—1963 роках — проректор з навчальної та наукової роботи (доцент з 1961 року); з 1963 року — у Харківському художньо-промисловому інституті (професор кафедри малюнка з 1977 року). Серед учнів — Юрій Старостенко, Микола Бут, Віктор Сидоренко, Віктор Толочко. Одночасно у 1964—1976 роках обіймав посаду головного художника Харкова.
Жив у Харкові, з 1970 року в будинку на вулиці Чайковській, № 33-Б, квартира 48. Помер у Харкові 21 квітня 2012 року.

## Творчість
Працював у галузі станкового та монументального живопису, станкової графіки. Створював пейзажі, портрети, натюрморти. Серед робіт:
графіка
- серія літографій «Харків» (1955—1965);
- цикл «Містами Європи» (1959—1968);
- серія «По Кубі» (1963);
- серія акварелей «Північним морським шляхом» (1966);

живопис
- «Олександр Можайський на випробуванні свого, першого в світі, літака» (1952);
- «Тарас Шевченко в солдатському засланні» (1953);
- «На Берлін» (1953. екіпаж двічі Героя Радянського Союзу Олександра Молодчого);
- «На бойове завдання» (1954);
- «Микола Жуковський і Петро Нестєров» (1956);
- «Гості з Індії» (1957);
- «На захист Жовтня» (1960);
- «Соловецький монастир» (1964);
- «Біла ніч. Лєна» (1964);
- «Ленські стовпи» (1964);
- «Натюрморт з українською керамікою» (1967);
- «Солдати 41-го» (1980);
- «Мрія про небо» (1985);
- «Художник Михайло Шапошников» (1970);
- «Мигдаль квітне» (1971);
- «Прочитана книга» (1972);
- «Гурзуф. Каміння» (1975);
- «Весна йде» (1980);
- «БАМ. Дорога в майбутнє» (1980);
- «Осінні перегони» (1981);
- «Кама. Рідні місця» (1982);
- «Атака відбита!» (1983);
- «Тост за Перемогу» (1984);
- «Сучасна авіація» (1986);
- «Пілоти війни» (1986);
- «Півонії» (1999);
- «Натюрморт. Урожай» (1999);
- «Урожай» (1999, 2001);
- «Букет» (2000);
- «Дари літа» (2002);
- «Блакитний день» (2003).

Автор панно «Серго Орджонікідзе на пуску першого радянського блюмінга» у Палаці культури Макіївського металургійного заводу імені Кірова (1956).
Брав участь у всеукраїнських, всесоюзних і зарубіжних (Японія, Велика Британія, Франція, Іспанія) художніх виставках з 1952 року, зокрема у 1963 році у харківській груповій виставці «По Кубі» (разом з Леонідом Черновим та Віктором Віхтинським). Персональні виставки відбулися у Харкові у 1964—1966, 1972, 1986, 1998, 2003 роках, Сарапулі й Іжевську у 1972 році, Новій Каховці у 1972, 1986 роках, Краснограді й Херсоні у 1986 році.
Окремі роботи художника зберігаються в Національному художньому музеї України у Києві, Харківському та Херсонському художніх музеях, Музеї історії авіації і космонавтики у Москві, Музеї малюнка та Музеї авіації у США.

## Вшанування
У Харкові, на будинку по вулиці Чайковській, № 33-Б, де з 1970 по 2012 рік мешкав художник, встановлено гранітну меморіальну дошку.